# Lustrochernes silvestrii
Espèce
Lustrochernes silvestrii est une espèce de pseudoscorpions de la famille des Chernetidae.

## Distribution
Cette espèce se rencontre au Salvador, au Costa Rica et en Argentine.

## Publication originale
- Beier, 1932 : Zur Kenntnis der Lamprochernetinae (Pseudoscorp.). Zoologischer Anzeiger, vol. 97, p. 258-267.